# Poecilopsis soffneri
Poecilopsis soffneri là một loài bướm đêm trong họ Geometridae.